# Andrew Valmon
Andrew Valmon (Toms River, 1 de enero de 1965) es un atleta retirado estadounidense, especializado en la prueba de 4x400 m en la que llegó a ser subcampeón mundial en 1991 y campeón en 1993.

### Vida personal
Valmon está casado con Meredith Rainey Valmon, siete veces campeona nacional de EE. UU. y dos veces olímpica en los 800 metros femeninos. Viven  con sus tres hijos (Travis, Maya y Mallory) residen en Rockville, Maryland.

## Carrera deportiva
En el Mundial de Tokio 1991 ganó la medalla de plata en los relevos 4x400 metros, con un tiempo de 4:57.57 segundos, llegando a la meta tras Reino Unido y por delante de Jamaica, siendo sus compañeros de equipo: Quincy Watts, Danny Everett y Antonio Pettigrew.
Y dos años después, en el Mundial de Stuttgart 1993 ganó el oro en la misma prueba, con un tiempo de 2:57.24 segundos que fue récord del mundo, por delante de Kenia y Alemania.
Continua su carrera deportiva como entrenador universitario:
- 1995-99: Georgetown, entrenador asistente
- 1999-03: Georgetown, Entrenador principal
- 2003-presente: Maryland, Entrenador principal

Experiencia internacional como coach:
- Campeonato NACAC 2008: Entrenador de relevos de pista y campo de EE. UU.
- Campeonato Mundial al Aire Libre 2009: USA Track & Field, Entrenador asistente
- Campeonato Mundial en Pista Cubierta 2010: USA Track & Field, Entrenador principal
- Juegos Olímpicos de Londres 2012: Atletismo de EE. UU., entrenador jefe.

Gracias a estos numerosos títulos, Valmon fue galardonado con premios regionales por la Asociación de Entrenadores de Atletismo de EE. UU. En 2002, recibió el Premio Presidencial de USA Track and Field por sus contribuciones tanto a la USATF como al atletismo. Ha sido miembro del Comité Asesor de Atletas de la USATF.